# Partūr
Partūr är en ort i Indien.   Den ligger i distriktet Jalna och delstaten Maharashtra, i den centrala delen av landet, 1 000 km söder om huvudstaden New Delhi. Partūr ligger 453 meter över havet och antalet invånare är 30 991.
Terrängen runt Partūr är platt. Runt Partūr är det ganska tätbefolkat, med 172 invånare per kvadratkilometer. Det finns inga andra samhällen i närheten. Trakten runt Partūr består till största delen av jordbruksmark.